# Industrial Bank of Korea
Industrial Bank of Korea (IBK; (en hangul, 중소기업은행; romanización revisada, Jungso Gieop Eunhaeng)) es un banco propiedad del estado con sede en Jung-gu, Seúl, Corea del Sur. Bajo la Ley del Industrial Bank of Korea, el IBK fue fundado para promover negocios de pequeño y mediano tamaño, para mejorar su estatus económico mediante la proporción de un sistema de crédito eficiente.

## Localizaciones internacionales
- Camboya (Phnom Penh)
- China continental (Pekín, Shenzhen, Qingdao, Shenyang, Wuhan, Suzhou, Tianjin, y Yantai)
- Hong Kong (isla de Hong Kong)
- India (Nueva Delhi)[2]
- Indonesia[3]
- Japón (Tokio)
- Myanmar (Rangún)
- Filipinas (Metro Manila)
- Polonia (Wrocław)[4]
- Reino Unido (Londres)
- Estados Unidos (Nueva York)
- Vietnam (Hanói y Ho Chi Minh)